# Parti communiste thaïlandais
Le Parti communiste de Thaïlande - CPT (thaï : พรรคคอมมิวนิสต์แห่งประเทศไทย, abrégé พคท) est un parti politique marxiste-léniniste actif en Thaïlande de 1942 jusqu'aux années 1990. 
Initialement connu sous le nom Parti communiste du Siam le parti fut officiellement fondé le 1er décembre 1942, bien que l'activisme communiste dans le pays commençât dès le début de l'année 1927. Durant les années 1960 le CPT a accru ses effectifs et a connu un soutien croissant au point de devenir au début de la décennie 1970 le second plus important mouvement communiste (après celui du Vietnam) dans la péninsule d'Asie du Sud-Est. 
Le parti développa une guérilla contre le gouvernement de la junte militaire au pouvoir en Thaïlande à cette époque. Même si le CPT souffrit de divisions internes, à son apogée, il devint un véritable État dans l'État. Son soutien parmi les masses paysannes en milieu rural fut estimé à au moins quatre millions de personnes et sa branche militaire, l'Armée populaire de libération de la Thaïlande, était constituée de 10 000 à 14 000 combattant(e)s. Son influence était concentrée dans le Nord-Est, dans le Nord ainsi que dans le Sud de la Thaïlande. 
En 1972, des centaines de paysans, peut-être plus de 3 000, soupçonnés de soutenir la rébellion communiste, sont massacrés par les forces armées dans la province du Phattalung, dans le Sud de la Thaïlande. Jusqu'alors, les suspects communistes arrêtés par l'armée étaient habituellement abattus et leurs corps laissés sur place. Cette fois-ci, la méthode des "barils rouges" a été introduite pour éliminer toute preuve possible. Les suspects ont été frappés jusqu'à être rendus semi-conscients, avant d'être jetés dans des barils contenant de l'essence et brûlés vifs. Après le massacre de l’université de Thammasat en 1976, au cours duquel des dizaines d'étudiants de gauche sont assassinés par la police et des milices royalistes, quelque 3 000 étudiants, pas toujours communistes, rejoignent la guérilla.
À la suite d'une série de conflits au sein du parti, de changements dans la politique internationale communiste, de succès du gouvernement thaïlandais dans la guerre de contre-insurrection incluant une amnistie pour les cadres de l'APLT, et finalement la fin de la guerre froide, le parti a disparu de la scène politique thaïlandaise en tant qu'organisation au début des années 1990. Même s'il n'a jamais été formellement dissous, aucun mouvement politique concret n'a été réalisé depuis par le parti. Surachai Danwattanusorn, ancien dirigeant du Parti communiste dans les années 1980, semble avoir été assassiné en décembre 2018 en mème temps que d'autres militants antimonarchistes, accusés comme lui de crime de lèse-majesté.

## Les secrétaires du parti
- 1942 : Phichit Na Sukhothai (a.k.a. Chusowlim ou Phayap angkhasingh) - source à vérifier
- 1952 : Prasong Wongwinat (a.k.a. Song Nophakhun)
- 1961 : Mitr Samanant (a.k.a. Charoen Wannangam)
- 1982 : Pracha Thanyaphaïboon (a.k.a. Thong Chemsri)